# Estelas maias

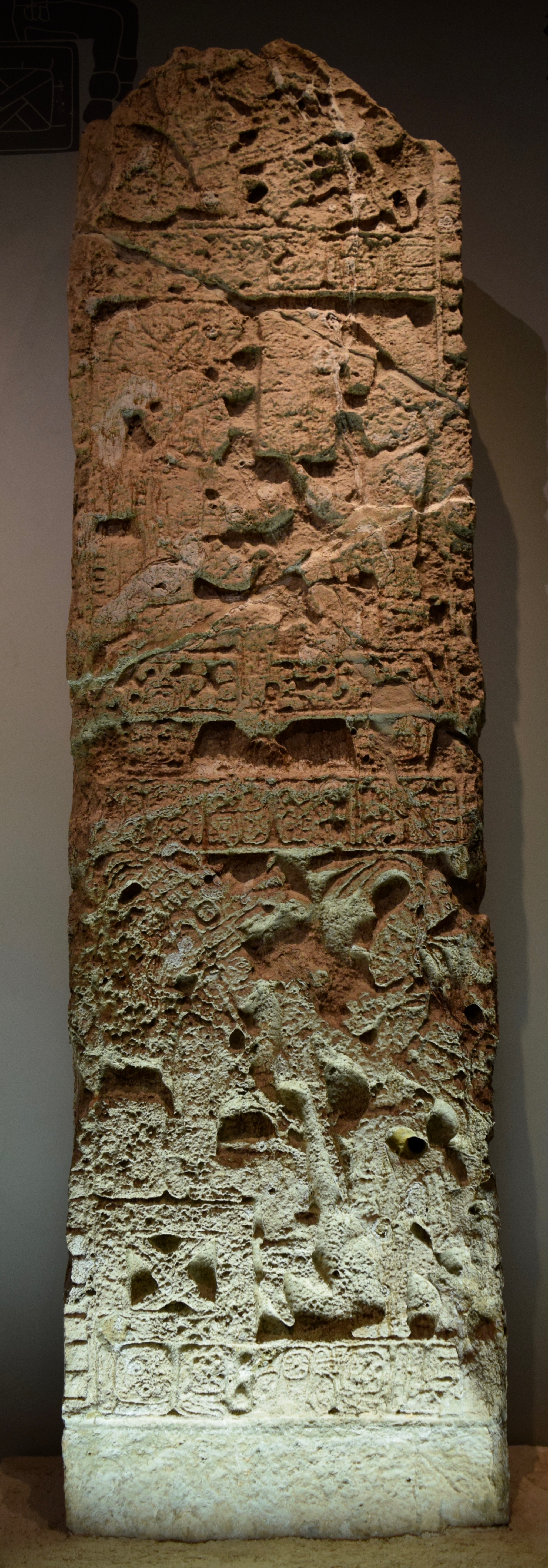
Estela de Oxkintok

Estelas maia (no singular: Estela) são monumentos que foram criados pela civilização Maia da antiga Mesoamérica. Eles consistem em pedras altas esculpidas e são frequentemente associados a pedras circulares de baixa estatura chamadas de altares, embora a sua função real seja incerta. Muitas Estelas  foram esculpidos em baixo relevo, embora monumentos simples sejam encontrados em toda a região maia. A escultura destes monumentos espalhou-se por toda a área maia durante o período clássico (250 a 900 d.C.), e estes estelas e as pedras circulares de baixa estatura são ambos considerados um marco da civilização maia clássica. A Estela mais antiga encontrada in situ nas terras baixas maias foi recuperada da grande cidade de Tikal, na Guatemala. Durante o período clássico, quase todos os reinos maias nas terras baixas ergueram estelas nos seus centros cerimoniais.
As estelas tornaram-se intimamente associadas ao conceito de realeza divina e teve o seu declínio ao mesmo tempo que a instituição religiosa. A produção de estelas pelos maias teve a sua origem por volta de 400 a.C. e continuou até ao final do período clássico, por volta de 900, embora alguns monumentos tenham sido reutilizados no período pós-clássico (900 a 1521). A grande cidade de Calakmul, no México, levantou o maior número de estelas conhecidas de qualquer cidade maia, pelo menos 166, embora estejam actualmente muito mal preservadas.
Centenas de estelas foram registados na região maia, exibindo uma ampla variação artística. Muitos deles são placas verticais de calcário esculpidos numa ou mais faces, com superfícies disponíveis com figuras esculpidas em relevo e com texto. As estelas em alguns locais exibem uma aparência muito mais tridimensional onde as pedras disponíveis localmente assim o permite, como em Copán e Toniná. estelas lisas parecem não ter sido pintadas nem revestidas com decorações, mas a maioria das estelas maias provavelmente foram pintadas com cores vivas em vermelho, amarelo, preto, azul e outras cores.

As estelas eram essencialmente estandartes de pedra erguidos para glorificar o rei e registar os seus feitos, embora os primeiros exemplos retratem cenas mitológicas. As imagens desenvolveram-se ao longo do período clássico, com estelas mais antigas a mostrar características não-maias do século IV em diante, com a introdução de imagens ligadas à metrópole mexicana central de Teotihuacan.